# Anton Tschitschulin
Anton Borissowitsch Tschitschulin (russisch Антон Борисович Чичулин; * 27. Oktober 1984 in Zelinograd, Kasachische SSR) ist ein ehemaliger kasachischer Fußballspieler.

## Karriere

### Verein
Bereits mit 15 Jahren wurde er in die A-Mannschaft von Zhenis Astana geholt. Er tat sich am Anfang sehr schwer, kämpfte aber so weiter, bis er es in die Startaufstellung schaffte. In seinen 124 Einsätzen für Zhenis Astana erzielte er acht Tore. Ende 2008 wechselte er zu FK Aqtöbe.
Im Sommer 2014 wechselte er in die türkische TFF 1. Lig zum Aufsteiger Giresunspor.

### Nationalmannschaft
Für das Nationalteam lief er bereits 24 Mal ein.

## Erfolge
- Kasachischer Meister: 2006, 2009
- Kasachischer Pokalsieger: 2005